# Дерби (коктейль)
«Дерби» (англ. Derby) — алкогольный коктейль на основе джина, персикового биттера и листьев мяты. Классифицируется как коктейль на весь день (англ. All day cocktail). Входит в число официальных коктейлей Международной ассоциации барменов (IBA), категория «Незабываемые» (англ. Unforgettables).

## Состав
Для приготовления коктейля по официальному рецепту Международной ассоциации барменов требуется 60 мл джина, 2 капли персикового биттера и два листка мяты. Ингредиенты смешиваются в стакане со льдом, затем сцеживаются в коктейльный бокал. В качестве гарнира используются листочки мяты.

## Вариации
Коктейль имеет огромное множество вариаций, условно подразделяемые на «персиковый» и «манхэттенский» стили. Официальный коктейль IBA относится к персиковым, для приготовления манхэттенского Derby используются 60 мл бурбона, 15 мл бенедиктина и 0,5 мл ангостуры, в качестве гарнира полагается долька лимона.